# Ugyops tripunctatus
Ugyops tripunctatus är en insektsart som först beskrevs av Kato 1931.  Ugyops tripunctatus ingår i släktet Ugyops och familjen sporrstritar. Inga underarter finns listade i Catalogue of Life.